# Keep Calm and Carry On (álbum)
Keep Calm and Carry On é o sétimo álbum de estúdio da banda de rock galesa Stereophonics. Lançado pela Mercury em 16 de novembro de 2009, o álbum estreou na 11ª posição na parada de álbuns UK Albums Chart, com vendas de 42.771, a posição mais baixa de um álbum lançado pela banda. O seu nome foi retirado de um pôster de mesmo nome da Segunda Guerra Mundial.

## Faixas
Todas as letras escritas por Kelly Jones. 
| N.º | Título                  | Duração |  |
| 1.  | "She's Alright"         | 3:27    |  |
| 2.  | "Innocent"              | 3:41    |  |
| 3.  | "Beerbottle"            | 3:54    |  |
| 4.  | "Trouble"               | 3:04    |  |
| 5.  | "Could You Be the One?" | 3:52    |  |
| 6.  | "I Got Your Number"     | 3:22    |  |
| 7.  | "Uppercut"              | 4:16    |  |
| 8.  | "Live 'n' Love"         | 3:45    |  |
| 9.  | "100mph"                | 4:15    |  |
| 10. | "Wonder"                | 3:44    |  |
| 11. | "Stuck in a Rut"        | 3:07    |  |
| 12. | "Show Me How"           | 4:42    |  |

## Créditos
Stereophonics
- Kelly Jones – vocal, guitarra, teclados, produção
- Adam Zindani – guitarra, vocal de apoio
- Richard Jones – baixo, vocal de apoio, piano
- Javier Weyler – bateria, percussão

Produção adicional
- Jim Abbiss – produção
- Jim Lowe – produção

## Posições nas paradas
Álbum
| Parada musical (2009) | Melhor posição | Certificação | Vendas  |
| --------------------- | -------------- | ------------ | ------- |
| UK Albums Chart       | 11             | Ouro         | 130.000 |
| Irish Albums Chart    | 32             |              |         |

Singles
| Single                | Data de lançamento      | Melhor posição (UK Singles Chart) |
| --------------------- | ----------------------- | --------------------------------- |
| Innocent              | 9 de novembro de 2009   | 54                                |
| Could You Be the One? | 15 de fevereiro de 2010 | -                                 |

## Deluxe Edition CD/DVD
A versão deluxe edition de Keep Calm and Carry On foi lançado em 16 de novembro de 2009, mostra conteúdo de bastidores, e contém imagens adicionais e um DVD bônus.

### Faixas
1. "Keep Calm and Carry On" - No estúdio
2. "Just Looking" - Behind the Scenes of the 2008 Greatest Hits Arena Tour

### Conteúdo escondido
1. Live at Riverside Studios
2. "Innocent" (Isle of Wight Festival 2009)